# ウラ (小惑星)
ウラ (909 Ulla) は小惑星帯に位置する小惑星である。ハイデルベルクのケーニッヒシュトゥール天文台でカール・ラインムートによって発見された。
発見者の友人の娘 Ulla Ahrens にちなんで命名された。
2011年2月3日に日本で掩蔽が観測された。